# Цифрова грамотност
Цифрова грамотност или дигитална грамотност е набор от компетентности, необходими за пълноценно участие на индивида в обществото на знанието. Тя включва знания, умения и поведение, включващи ефективната употреба на цифрови устройства, като: смартфони, таблети, лаптопи и настолни компютри за целите на комуникацията, изразяването, сътрудничеството и застъпничеството. Докато първоначално фокусът на цифровата грамотност е бил върху цифровите умения за работа с настолен персонален компютър, постепенно се измества към мрежови устройства, включително интернет и социални медии. Терминът „цифрова грамотност“ е опростено представен от Пол Гилстър в книгата му от 1997 година „Цифрова грамотност“, в която той я описва като употреба и възприемане на информация в дигиталната епоха, подчертавайки значението на цифровите технологии, като „съществено умение в живота“.
Цифровата грамотност се отличава от компютърната грамотност и цифровите умения. Компютърната грамотност предшества цифровата грамотност и се отнася до знания и умения за използване на традиционни компютри, като настолни компютри и лаптопи. Компютърната грамотност се фокусира върху практическите умения за използване на операционната система и пакети софтуерни приложения. Цифровите умения са по-съвременен термин, ограничен до практически умения за употреба на цифрови устройства, като лаптопи и смартфони. Докато цифровата информация е символно представяне на данните, грамотността се отнася до способността за четене, с цел придобиване на знания, създаване на последователно изложение и критично отношение към написаното.
Цифрово грамотният индивид притежава набор от цифрови умения, познания за основните принципи на изчислителните устройства и умения за използване на компютърни мрежи. Индивидът има възможност да се включва в онлайн общности и социални мрежи, като в същото време се придържа към определен кодекс на поведение (виж нетикет). Индивидът може да открива, улавя и оценява информацията. Цифровата грамотност изисква от индивида да разбира обществените въпроси, които цифровите технологии повдигат, и да притежава умения за критично мислене. Тези умения могат да бъдат придобити чрез дигитален опит, който провокира мисленето по различни начини, чрез множество медийни платформи. Еволюцията на цифровите медии бързо става част от цифровата грамотност.
Цифровата грамотност не замества традиционните форми на грамотност; тя надгражда основите, положени от традиционните форми на грамотност. Цифровата грамотност позволява на хората да общуват и да се учат по много начини. Различните видове умения, вариращи от социално до критично мислене, позволяват на хората да интерпретират значението на цифровите устройства.
В допълнение към уменията за критично мислене, цифровата грамотност включва етични норми и стандарти за поведение в онлайн среда. Всяка онлайн общност има своите индивидуални набори от норми и правила, по отношение на създаването и разпространяването на информация. Протоколите за поведение са необходими в цифровата ера, където вече няма ясно разграничение между онлайн потребителите и производителите. Неясното разграничение между онлайн потребителите и производителите се нарича „produsage“ (езиково портманто създадено от комбиниране на думите „производство“, production и „употреба“, usage).
Цифровата грамотност е един от деветте основни елемента на цифровото гражданство. Дигиталният гражданин има способността да бъде активен гражданин в онлайн среда и притежава необходимите технически умения за грамотност, за да се ангажира ефективно с интернет. The internet is accessible in their homes and individuals use the internet daily. Интернет е достъпен в домовете, а физическите лица използват интернет ежедневно.
Изследователите по цифрова грамотност отбелязват голямо разнообразие от теми, включително как хората намират, използват, обобщават, оценяват, създават и съобщават информация, докато използват цифрови технологии. Изследванията обхващат и разнообразни хардуерни платформи, като например компютърен хардуер, клетъчни телефони, мобилни устройства и софтуер или мобилни приложения, включително уеб търсене или интернет приложения. Изследването на цифровата грамотност се занимава много повече с това, как хората се учат да използват компютри.

## История
Дигиталната грамотност често се обсъжда в контекста на предшестващата й медийна грамотност. Образованието по медийна грамотност започва в Британия и САЩ в резултат на военната пропаганда през 30-те години на миналия век и съответно възхода на рекламата през 1960-те. Манипулативните съобщения и увеличаването на различните форми на медии допълнително загрижиха преподавателите. Педагозите започнаха да насърчават образованието за медийна грамотност, за да научат хората как да преценяват и оценяват медийните съобщения, които получават. Способността да се критикува цифровото и медийно съдържание позволява на хората да идентифицират пристрастия и да оценяват съобщенията независимо. За да могат хората да оценяват самостоятелно цифрови и медийни съобщения, те трябва да демонстрират компетентност в областта на цифровата и медийна грамотност. Рене Хобс разработи списък с умения, които демонстрират компетентност в областта на дигиталната и медийна грамотност. Дигиталната и медийна грамотност включва способността да се изследва и разбира значението на съобщенията, да се прецени достоверността и да се оцени качеството на цифровото произведение. Дигитално грамотният човек става социално отговорен член на своята общност, като разпространява информираност и помага на другите да намерят цифрови решения у дома, на работа или на национална платформа. Дигиталната грамотност не се отнася само до четене и писане на цифрово устройство. Също така включва познания за създаване на други медийни сили, като запис и качване на видео.